# Liste des députés européens de Chypre de la 6e législature

Cet article présente la liste des députés européens de Chypre élus lors des élections européennes de 2004 à Chypre
| Nom                      | Parti                                      | Groupe parlementaire européen |
| ------------------------ | ------------------------------------------ | ----------------------------- |
| Adámos Adámou            | Parti progressiste des travailleurs (AKEL) | GUE/NLG                       |
| Panagiótis Dimitríou     | Rassemblement démocrate (DISY)             | PPE-DE                        |
| Ioánnis Kasoulídis       | Rassemblement démocrate (DISY)             | PPE-DE                        |
| Mários Matsákis          | Parti démocrate (DIKO)                     | ADLE                          |
| Giannákis Mátsis         | Pour l'Europe (GTE)                        | PPE-DE                        |
| Kyriákos Triantafyllídis | Parti progressiste des travailleurs (AKEL) | GUE/NLG                       |